# Sportverein Darmstadt 1898 1976-1977
Questa voce raccoglie le informazioni riguardanti lo Sportverein Darmstadt 1898 nelle competizioni ufficiali della stagione 1976-1977.

## Stagione
Nella stagione 1976-1977 il Darmstadt, allenato da Udo Klug, Andreas Nusser e Lothar Buchmann, concluse il campionato di 2. Bundesliga al 6º posto. In Coppa di Germania il Darmstadt fu eliminato al terzo turno dal Hertha Berlino.

## Rosa
| N. |                     | Ruolo | Calciatore         |
| -- | ------------------- | ----- | ------------------ |
|    | Germania (bandiera) | P     | Wolfgang Göbel     |
|    | Germania (bandiera) | P     | Dieter Rudolf      |
|    | Germania (bandiera) | P     | Karl-Heinz Seyffer |
|    | Germania (bandiera) | D     | Otto Frey          |
|    | Germania (bandiera) | D     | Gerhard Kleppinger |
|    | Germania (bandiera) | D     | Dietmar Schabacker |
|    | Germania (bandiera) | D     | Stefan Sprey       |
|    | Germania (bandiera) | D     | Willi Wagner       |
|    | Germania (bandiera) | D     | Edwin Westenberger |
|    | Germania (bandiera) | C     | Walter Bechtold    |

| N. |                     | Ruolo | Calciatore        |
| -- | ------------------- | ----- | ----------------- |
|    | Germania (bandiera) | C     | Herbert Dörenberg |
|    | Germania (bandiera) | C     | Manfred Drexler   |
|    | Germania (bandiera) | C     | Bernhard Metz     |
|    | Germania (bandiera) | C     | Herbert Pampuch   |
|    | Germania (bandiera) | C     | Willibald Weiss   |
|    | Germania (bandiera) | A     | Peter Cestonaro   |
|    | Germania (bandiera) | A     | Rudolf Koch       |
|    | Germania (bandiera) | A     | Siegfried Köstler |
|    | Germania (bandiera) | A     | Hans Lindemann    |
|    | Germania (bandiera) | A     | Joachim Weber     |

## Organigramma societario
Area tecnica
- Allenatore: Lothar Buchmann
- Allenatore in seconda:
- Preparatore dei portieri:
- Preparatori atletici:

## Calciomercato

### Sessione estiva
| Acquisti | Acquisti           | Acquisti  | Acquisti |
| R.       | Nome               | da        | Modalità |
| -------- | ------------------ | --------- | -------- |
| D        | Otto Frey          | Heilbronn |          |
| A        | Siegfried Köstler  | Magonza   |          |
| P        | Karl-Heinz Seyffer | Heilbronn |          |

| Cessioni | Cessioni       | Cessioni       | Cessioni |
| R.       | Nome           | a              | Modalità |
| -------- | -------------- | -------------- | -------- |
| D        | Gerd Deutsch   | SSV Dillenburg |          |
| C        | Gerhard Köhler | SSV Dillenburg |          |

### Sessione invernale
| Acquisti | Acquisti | Acquisti | Acquisti |
| R.       | Nome     | da       | Modalità |
| -------- | -------- | -------- | -------- |

| Cessioni | Cessioni | Cessioni | Cessioni |
| R.       | Nome     | a        | Modalità |
| -------- | -------- | -------- | -------- |

## Risultati

### 2. Bundesliga

#### Girone di andata
| Arbitro: | Ferro |

|           |           |  |
| Geyer 76’ | Marcatori |  |

| Arbitro: | Klauser |

|          |           |                       |
| Metz 89’ | Marcatori | 17’ Rausch 88’ Krause |

| Arbitro: | Treib |

|                                                       |           |                  |
| Drexler 43’ Koch 63’, 73’ Lindemann 72’, 80’ Metz 80’ | Marcatori | 15’ Michelberger |

| Arbitro: | Schröder |

|             |           |  |
| Rudloff 43’ | Marcatori |  |

| Arbitro: | Steigele |

|         |           |  |
| Koch 1’ | Marcatori |  |

| Arbitro: | Möckel |

|                  |           |            |
| Elmer 73’ (rig.) | Marcatori | 30’ Wagner |

| Arbitro: | Schumann |

|                                    |           |                              |
| Lindemann 20’ Drexler 30’ Koch 65’ | Marcatori | 11’ Lenz 48’ Diener 80’ Vogt |

| Arbitro: | Messmer |

|           |           |                      |
| Spohr 43’ | Marcatori | 57’ Pampuch 68’ Koch |

| Arbitro: | Walz |

|  |           |             |
|  | Marcatori | 69’ Nielsen |

| Arbitro: | Joos |

|  |           |         |
|  | Marcatori | 2’ Metz |

| Arbitro: | Antz |

|                     |           |             |
| Bechtold 72’ (rig.) | Marcatori | 25’ Walitza |

| Arbitro: | Ulm |

|            |           |             |
| Eckert 52’ | Marcatori | 57’ Pampuch |

| Arbitro: | Dölfel |

|                               |           |                        |
| Bechtold 17’, 66’ Drexler 62’ | Marcatori | 72’ Maciossek 86’ Ganz |

| Arbitro: | Dahler |

|          |           |  |
| Ruhs 57’ | Marcatori |  |

| Arbitro: | Frickel |

|                                                    |           |                        |
| Bechtold 36’, 78’ Dörenberg 54’, 69’ Cestonaro 73’ | Marcatori | 11’ Brinsa 33’ Tullius |

| Arbitro: | Ermer |

|          |           |  |
| Toth 76’ | Marcatori |  |

| Arbitro: | Biwersi |

|           |           |  |
| Weber 62’ | Marcatori |  |

| Arbitro: | Klauser |

|                              |           |                                   |
| Weinkauff 3’ Wagner 28’, 59’ | Marcatori | 32’ Dörenberg 84’ Wagner 87’ Metz |

| Arbitro: | Kollmann |

|               |           |  |
| Dörenberg 28’ | Marcatori |  |

#### Girone di ritorno
| Arbitro: | Engel |

|              |           |  |
| Bechtold 29’ | Marcatori |  |

| Arbitro: | Haselberger |

|                                      |           |                                        |
| Rausch 44’ (rig.) Bitz 48’ Skala 84’ | Marcatori | 45’, 69’ (rig.) Bechtold 88’ Dörenberg |

| Arbitro: | Möckel |

|  |           |                           |
|  | Marcatori | 41’ Drexler 75’ Lindemann |

| Arbitro: | Wilhelmi |

|                                                   |           |           |
| Westenberger 27’ Cestonaro 65’ Weiss 68’ Metz 88’ | Marcatori | 81’ Heldt |

| Arbitro: | Ulm |

|                           |           |                   |
| Aumeier 17’ Vöhringer 51’ | Marcatori | 63’ Metz 72’ Koch |

| Arbitro: | Antz |

|                    |           |           |
| Weber 45’ Koch 81’ | Marcatori | 5’ Hoeneß |

| Arbitro: | Schumann |

|                                                        |           |  |
| Petersen 18’ Lenz 30’ (rig.) Schwickert 38’ Figlus 82’ | Marcatori |  |

| Arbitro: | Kalenborn |

|                                |           |  |
| Weber 13’ Metz 18’ Köstler 57’ | Marcatori |  |

| Arbitro: | Haselberger |

|                                   |           |                   |
| Bierofka 26’ (rig.) Kohlhäufl 44’ | Marcatori | 54’, 87’ Bechtold |

| Arbitro: | Therre |

|               |           |  |
| Cestonaro 25’ | Marcatori |  |

| Arbitro: | Biwersi |

|                 |           |            |
| Lieberwirth 65’ | Marcatori | 61’ Wagner |

| Arbitro: | Vielsack |

|  |           |                 |
|  | Marcatori | 57’ Hiestermann |

| Arbitro: | Nützel |

|                                  |           |               |
| Hofeditz 32’ Bronnert 62’ (rig.) | Marcatori | 15’ Cestonaro |

| Arbitro: | Niebergall |

|                                                     |           |  |
| Schabacker 44’ Dörenberg 48’ Koch 83’ Cestonaro 86’ | Marcatori |  |

| Arbitro: | Karr |

|            |           |                                          |
| Tullius 5’ | Marcatori | 11’ Westenberger 30’ Cestonaro 89’ Weiss |

| Arbitro: | Nützel |

|             |           |  |
| Drexler 47’ | Marcatori |  |

| Arbitro: | Kuhn |

|                                |           |               |
| Hofmann 15’ Genz 37’ Klein 48’ | Marcatori | 29’ Cestonaro |

| Arbitro: | Walther |

|                                                                             |           |                               |
| Müller 32’ (aut.) Cestonaro 47’ Kleppinger 50’ Westenberger 66’ Drexler 79’ | Marcatori | 60’, 90’ Weinkauff 84’ Müller |

| Arbitro: | Joos |

|                              |           |                              |
| Größler 68’ (rig.) Brand 87’ | Marcatori | 27’ Schabacker 39’ Cestonaro |

### Coppa di Germania
| Arbitro: | Burgers |

|                               |           |                                  |
| Jonscher 67’ (rig.) Piek 104’ | Marcatori | 9’ Weiss 97’ Cestonaro 110’ Metz |

| Arbitro: | Gremmler |

|                          |           |                                      |
| Hornig 6’ Marczewski 69’ | Marcatori | 63’ Bechtold 66’ Cestonaro 85’ Weber |

| Arbitro: | Hilker |

|  |           |                      |
|  | Marcatori | 98’ (rig.) Gersdorff |

## Statistiche

### Statistiche di squadra
| Competizione      | Punti | In casa | In casa | In casa | In casa | In casa | In casa | In trasferta | In trasferta | In trasferta | In trasferta | In trasferta | In trasferta | Totale | Totale | Totale | Totale | Totale | Totale | DR  |
| Competizione      | Punti | G       | V       | N       | P       | Gf      | Gs      | G            | V            | N            | P            | Gf           | Gs           | G      | V      | N      | P      | Gf     | Gs     | DR  |
| ----------------- | ----- | ------- | ------- | ------- | ------- | ------- | ------- | ------------ | ------------ | ------------ | ------------ | ------------ | ------------ | ------ | ------ | ------ | ------ | ------ | ------ | --- |
| 2. Bundesliga     | 46    | 19      | 14      | 2       | 3       | 43      | 18      | 19           | 4            | 8            | 7            | 25           | 30           | 38     | 18     | 10     | 10     | 68     | 48     | +20 |
| Coppa di Germania | -     | 1       | 0       | 0       | 1       | 0       | 1       | 2            | 2            | 0            | 0            | 6            | 4            | 3      | 2      | 0      | 1      | 6      | 5      | +1  |
| Totale            | 46    | 20      | 14      | 2       | 4       | 43      | 19      | 21           | 6            | 8            | 7            | 31           | 34           | 41     | 20     | 10     | 11     | 74     | 53     | +21 |

### Andamento in campionato
| Giornata  | 1  | 2  | 3  | 4  | 5  | 6  | 7  | 8  | 9  | 10 | 11 | 12 | 13 | 14 | 15 | 16 | 17 | 18 | 19 | 20 | 21 | 22 | 23 | 24 | 25 | 26 | 27 | 28 | 29 | 30 | 31 | 32 | 33 | 34 | 35 | 36 | 37 | 38 |
| --------- | -- | -- | -- | -- | -- | -- | -- | -- | -- | -- | -- | -- | -- | -- | -- | -- | -- | -- | -- | -- | -- | -- | -- | -- | -- | -- | -- | -- | -- | -- | -- | -- | -- | -- | -- | -- | -- | -- |
| Luogo     | T  | C  | C  | T  | C  | T  | C  | T  | C  | T  | C  | T  | C  | T  | C  | T  | C  | T  | C  | C  | T  | T  | C  | T  | C  | T  | C  | T  | C  | T  | C  | T  | C  | T  | C  | T  | C  | T  |
| Risultato | P  | P  | V  | P  | V  | N  | N  | V  | P  | V  | N  | N  | V  | P  | V  | P  | V  | N  | V  | V  | N  | V  | V  | N  | V  | P  | V  | N  | V  | N  | P  | P  | V  | V  | V  | P  | V  | N  |
| Posizione | 15 | 15 | 13 | 14 | 11 | 12 | 12 | 10 | 13 | 10 | 10 | 10 | 7  | 12 | 8  | 11 | 9  | 9  | 9  | 7  | 7  | 7  | 7  | 7  | 7  | 7  | 7  | 7  | 7  | 6  | 6  | 6  | 6  | 6  | 6  | 6  | 6  | 6  |

Legenda:

Luogo: C = Casa; T = Trasferta. Risultato: V = Vittoria; N = Pareggio; P = Sconfitta.

### Statistiche dei giocatori
| Giocatore       | 2. Bundesliga | 2. Bundesliga | 2. Bundesliga | 2. Bundesliga | Coppa di Germania | Coppa di Germania | Coppa di Germania | Coppa di Germania | Totale   | Totale | Totale      | Totale     |
| Giocatore       | Presenze      | Reti          | Ammonizioni   | Espulsioni    | Presenze          | Reti              | Ammonizioni       | Espulsioni        | Presenze | Reti   | Ammonizioni | Espulsioni |
| --------------- | ------------- | ------------- | ------------- | ------------- | ----------------- | ----------------- | ----------------- | ----------------- | -------- | ------ | ----------- | ---------- |
| W. Bechtold     | 36            | 10            | 3             | 0             | 3                 | 1                 | 1                 | 0                 | 39       | 11     | 4           | 0          |
| P. Cestonaro    | 25            | 9             | 2             | 0             | 2                 | 2                 | 0                 | 0                 | 27       | 11     | 2           | 0          |
| M. Drexler      | 35            | 6             | 8             | 0             | 3                 | 0                 | 1                 | 0                 | 38       | 6      | 9           | 0          |
| H. Dörenberg    | 31            | 6             | 3             | 0             | 2                 | 0                 | 0                 | 0                 | 33       | 6      | 3           | 0          |
| O. Frey         | 15            | 0             | 0             | 0             | 2                 | 0                 | 0                 | 0                 | 17       | 0      | 0           | 0          |
| W. Göbel        | 9             | 0             | 0             | 0             | 1                 | 0                 | 0                 | 0                 | 10       | 0      | 0           | 0          |
| G. Kleppinger   | 8             | 1             | 0             | 0             | 0                 | 0                 | 0                 | 0                 | 8        | 1      | 0           | 0          |
| R. Koch         | 18            | 8             | 0             | 0             | 2                 | 0                 | 0                 | 0                 | 20       | 8      | 0           | 0          |
| S. Köstler      | 13            | 1             | 0             | 0             | 0                 | 0                 | 0                 | 0                 | 13       | 1      | 0           | 0          |
| H. Lindemann    | 31            | 4             | 3             | 0             | 2                 | 0                 | 0                 | 0                 | 33       | 4      | 3           | 0          |
| B. Metz         | 34            | 7             | 0             | 0             | 2                 | 1                 | 0                 | 0                 | 36       | 8      | 0           | 0          |
| H. Pampuch      | 31            | 2             | 9             | 0             | 2                 | 0                 | 0                 | 0                 | 33       | 2      | 9           | 0          |
| D. Rudolf       | 28            | 0             | 0             | 0             | 2                 | 0                 | 0                 | 0                 | 30       | 0      | 0           | 0          |
| D. Schabacker   | 33            | 2             | 8             | 0             | 3                 | 0                 | 0                 | 0                 | 36       | 2      | 8           | 0          |
| K. Seyffer      | 1             | 0             | 0             | 0             | 0                 | 0                 | 0                 | 0                 | 1        | 0      | 0           | 0          |
| S. Sprey        | 10            | 0             | 0             | 0             | 1                 | 0                 | 0                 | 0                 | 11       | 0      | 0           | 0          |
| W. Wagner       | 35            | 3             | 6             | 0             | 2                 | 0                 | 0                 | 0                 | 37       | 3      | 6           | 0          |
| J. Weber        | 22            | 3             | 3             | 0             | 3                 | 1                 | 1                 | 0                 | 25       | 4      | 4           | 0          |
| W. Weiss        | 26            | 2             | 0             | 0             | 2                 | 1                 | 0                 | 0                 | 28       | 3      | 0           | 0          |
| E. Westenberger | 38            | 3             | 3             | 0             | 3                 | 0                 | 0                 | 0                 | 41       | 3      | 3           | 0          |